# Oijen en Teeffelen

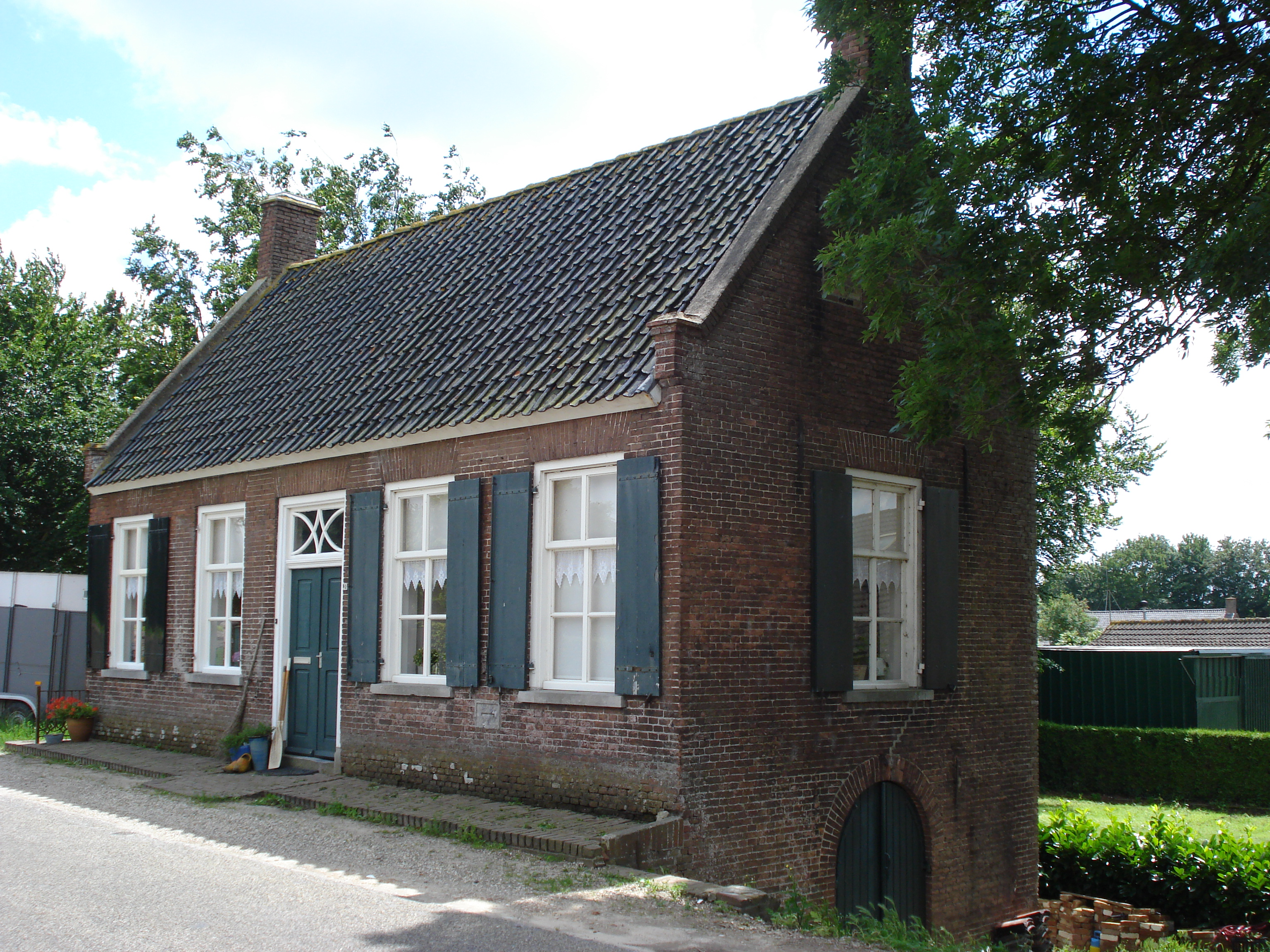
Oijen en Teeffelen, l'ancienne mairie d'avant 1919

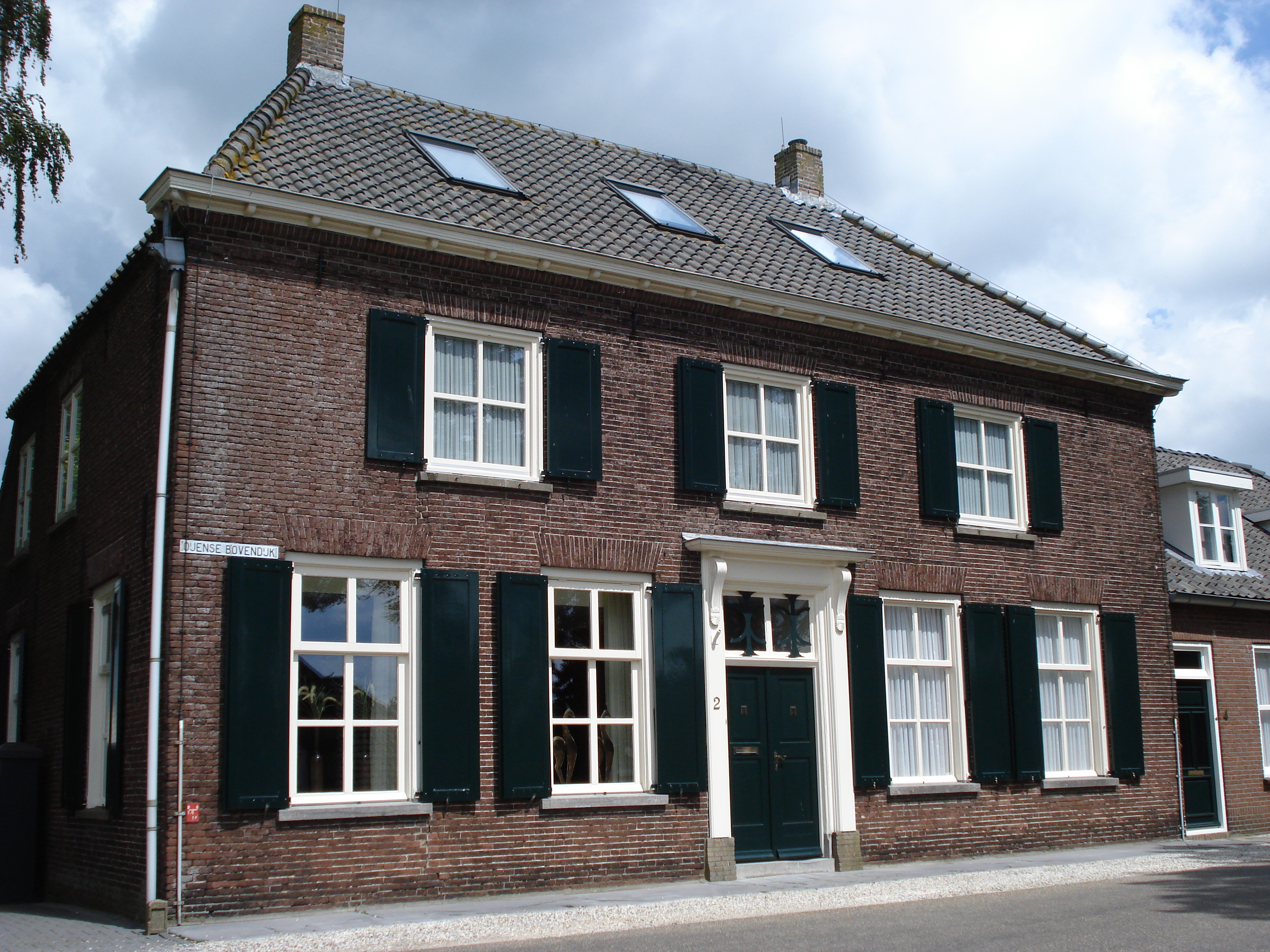
Oijen en Teeffelen, ancienne mairie, 1919 - 1939

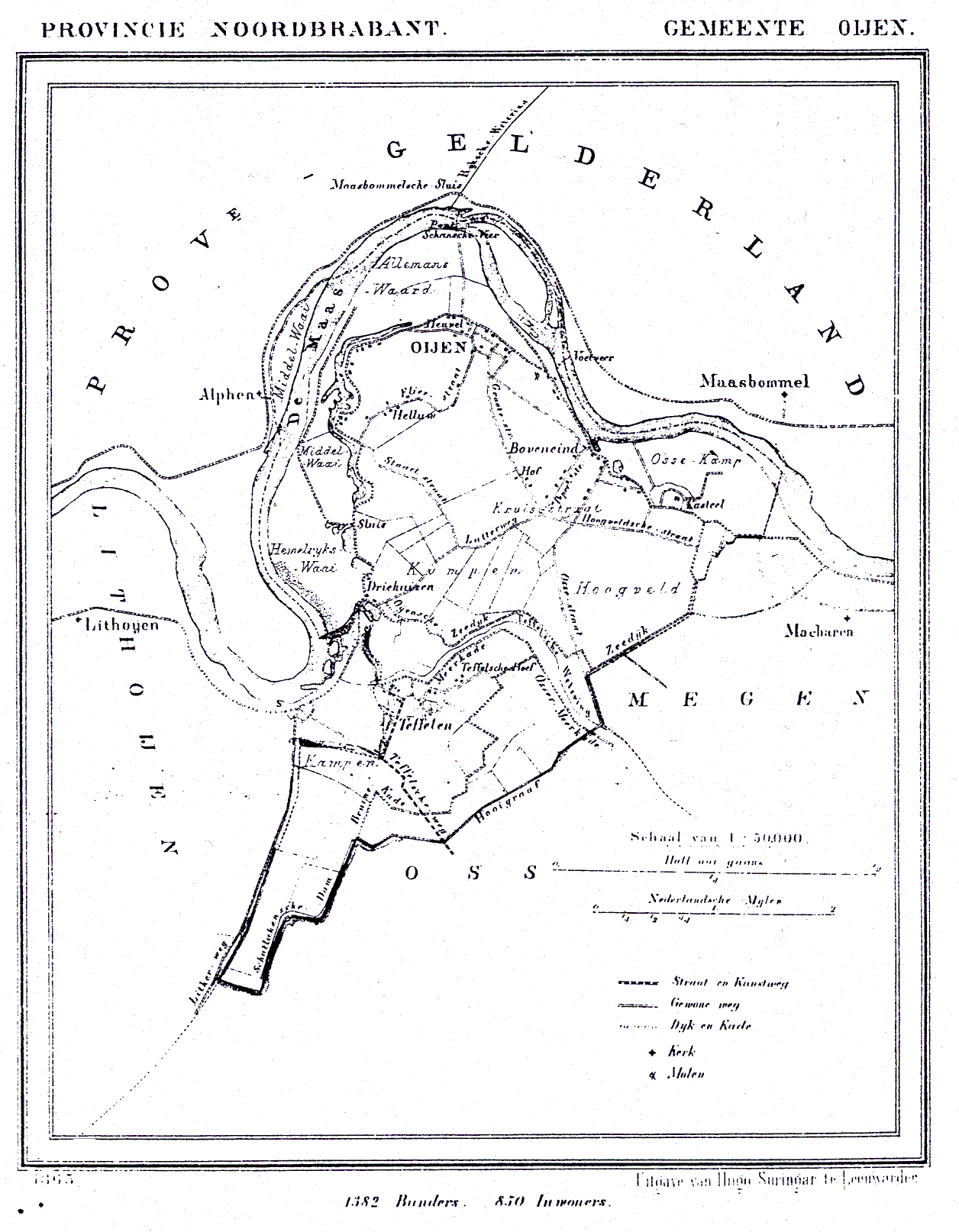
Carte d'Oijen en Teeffelen en 1865

Oijen en Teeffelen est une ancienne commune néerlandaise dans la province du Brabant-Septentrional.
Les deux villages Oijen et Teeffelen avaient déjà des liens anciens quand, au moment de la formation des communes du jeune Royaume des Pays-Bas, ils se sont unis dans la commune d'Oijen en Teeffelen. Chaque village avait son église et son école ; la mairie se trouvait à Oijen. Il faut dire les mairies, puisqu'il y en avaient deux. La première mairie a servi jusqu'à 1919, puis est devenue école. Tout y était petit, même la petite cellule servant de prison au sous-sol. La deuxième mairie, plus grande, n'a servi que de 1919 à 1939.
Sur le territoire de l'ancienne commune se trouvent aussi le hameau Boveneind et les quelques bâtiments du lieu-dit Driehuizen (Trois-maisons).
En 1939, la commune a été supprimée et annexée à la commune de Lith en même temps que l'ancienne commune de Lithoijen. Au 1er janvier 2011 cette commune de Lith a été annexée par la commune d'Oss.